# Cova dels Cavalls

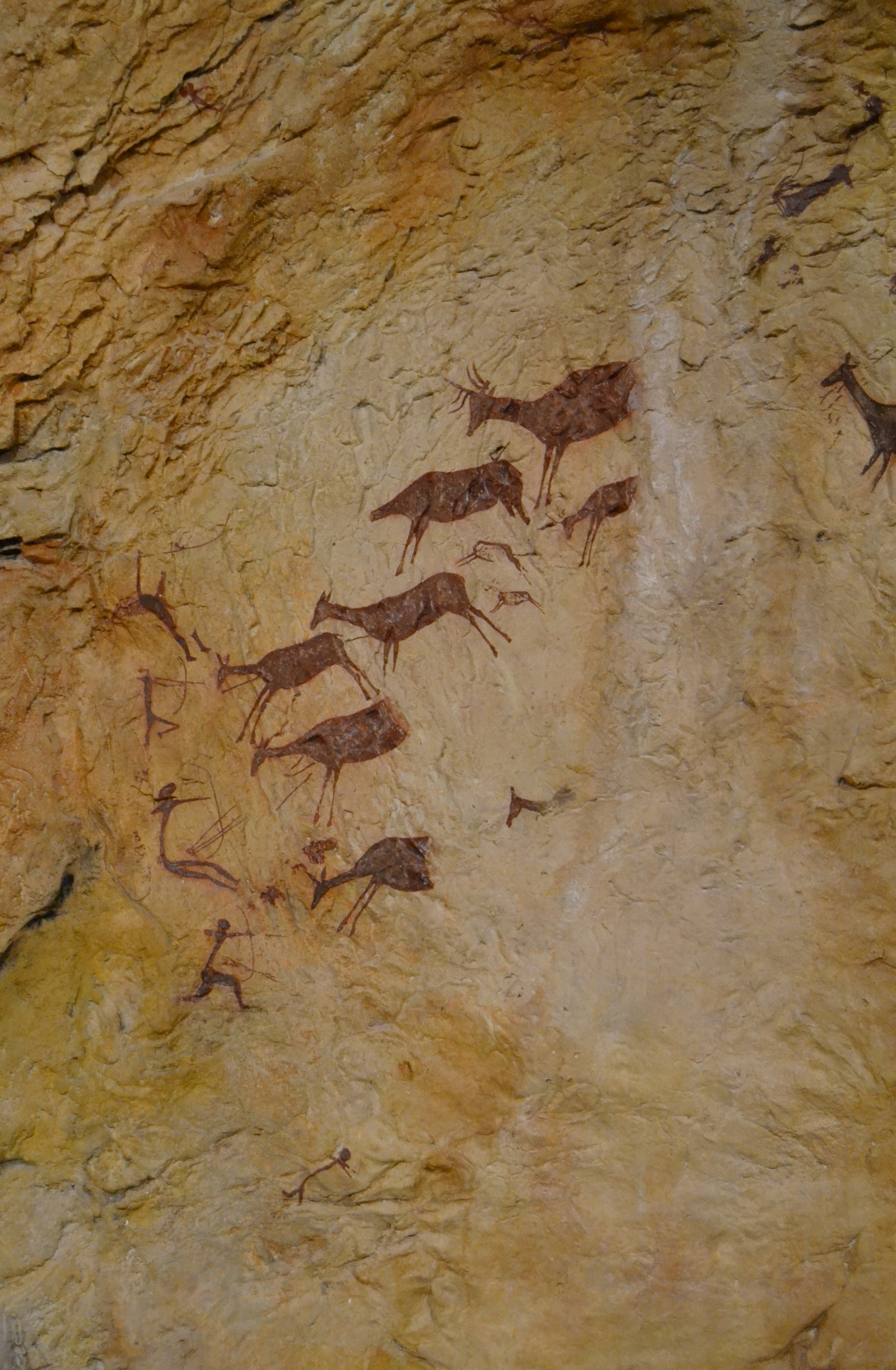
Jagdszene aus der Cova dels Cavalls

Die Cova dels Cavalls (auch Abrigo oder Cueva de los Caballos dt. Höhle der Pferde) ist ein Abri (Felsüberhang) mit Felsmalereien bei Tírig, Provinz Castellón, in der Nähe der spanischen Mittelmeerküste. Die Fundstätte gehört zu den 27 bekannten Stätten prähistorischer Felsbilder des etwa 20 km langen Barranco de Valltorta. Dieses Tal ist neben Kantabrien (z. B. Höhle von Altamira) die zweite bedeutende spanische Region mit prähistorischer Kunst. Der Großteil der Felsbilder der Valltorta-Schlucht ist frühneolithischen Ursprungs.
Die Cova dels Cavalls, ein 9 m breiter und 3 m tiefer Abri, liegt auf der linken Seite des Barranco in einer senkrechten Felswand. Sie zeigt in der wettergeschützten Rückwand eine Malerei mit Jagdszenen auf Hirsche mit dem Bogen. Der Fundplatz wurde 1917 von Albert Roda entdeckt und noch im gleichen Jahr durch Hugo Obermaier und Paul Wernert archäologisch untersucht.
1924 wurde die Cova zum nationalen Kulturdenkmal erklärt und 1998 unter der Nummer 874–277 im Eintrag Rock Art of the Mediterranean Basin on the Iberian Peninsula in die Liste des Weltkulturerbes aufgenommen. Aufgrund einiger Schäden, die nach der Entdeckung im Laufe des 20. Jahrhunderts entstanden, wurden die Malereien 1998 restauriert.
Die Stätte kann in einer geführten Wanderung vom Museo de la Valltorta aus besichtigt werden.